# Cantonul Montereau-Fault-Yonne
Cantonul Montereau-Fault-Yonne este un canton din arondismentul Provins, departamentul Seine-et-Marne, regiunea Île-de-France , Franța.

## Comune
- Barbey
- La Brosse-Montceaux
- Cannes-Écluse
- Courcelles-en-Bassée
- Esmans
- Forges
- La Grande-Paroisse
- Laval-en-Brie
- Marolles-sur-Seine
- Misy-sur-Yonne
- Montereau-Fault-Yonne (reședință)
- Saint-Germain-Laval
- Salins
- Varennes-sur-Seine